# ポール・ペリオ
ポール・ユジェーヌ・ペリオ（Paul Eugène Pelliot, 1878年5月28日 - 1945年10月26日）はフランスの東洋学者で、中央アジアの探検家である。敦煌文献をフランスにもたらした。中国名は「伯希和」（ボー・シーヘー）。

## 初期の活躍
ペリオはパリに生まれ、コレージュ・ド・フランスの東洋学者シルヴァン・レヴィに学び、仏領インドシナのハノイにあるフランス極東学院に就職する。学院の図書館の漢籍を購入するために、1900年に北京へ派遣された。そこで義和団の乱に巻き込まれ、包囲された北京の外国公館地域に止まった。包囲戦の中でペリオは2度敵地に潜入した。1度は敵の軍旗を奪うため、2度目は包囲された人々のために新鮮な果物を得るためである。その勇敢さによってレジオンドヌール勲章を授与されている。その後、ハノイに戻り、22歳で極東学院の中国語教授となった。

## 中央アジア探検

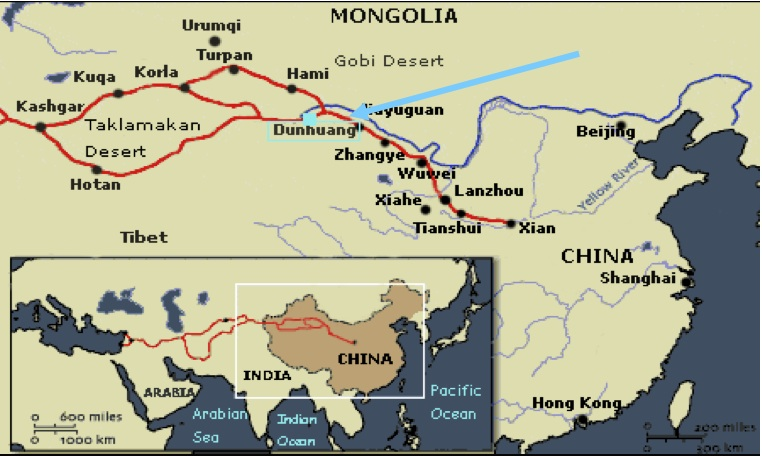
探検の旅程

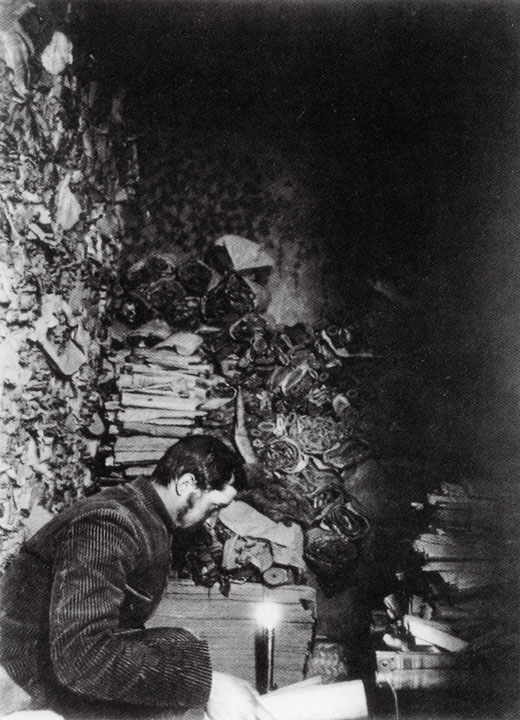
敦煌の莫高窟蔵経洞で文書・経典などを調査するポール・ペリオ（30歳）。

1906年6月17日、ペリオは軍医のルイ・ヴァイヤンと写真家のシャルル・ヌエットとともにパリを出発して中央アジア探検に向かった。3人は鉄道でモスクワからタシケントに赴き、そこから清国領東トルキスタンに入った。探検隊は8月末にカシュガルに到着し、ロシア総領事館に滞在した。清国の官憲はペリオの流暢な中国語に驚き、探検準備のためにさまざまな便宜を図ってくれた。探検隊はトゥムチュクを経てクチャに入り、そこでブラーフミー文字に似た文字（後にトカラ文字と呼ばれる）で書かれた失われた言語（後に、トカラ語のB方言クチャ語と呼ばれる）の文書を発見した。この文書は後にペリオの師であるシルヴァン・レヴィによって解読されることになる。
探検隊はさらにウルムチ滞在中、敦煌出土の法華経古写本を見て、敦煌に赴いた。
敦煌の莫高窟はイギリスの探検家オーレル・スタインが前年の1907年に訪れ、1万点の古文書を持ち去っていたが、まだ残された文書も多かった。ペリオは莫高窟を守っていた王道士と交渉して、蔵経洞に入ることを許された。ここでもペリオの流暢な中国語が役立った。3週間にわたって蔵経洞の文書を調べたペリオは、最も価値のある文書数千点を選び出し、王道士に売却を交渉した。莫高窟の再建を計画していた王道士は500両（約90ポンド）で売ることを承諾した。
スタインは中国語を知らなかったので、彼が持ち帰った文書は価値のないものも多かったが、中国語を含め13ヶ国語に通じるペリオが選んだ文書はいずれも逸品ぞろいだった。そのなかには新発見の新羅僧・慧超の『往五天竺国伝』も含まれていた。

## その後
一行は1909年10月24日にパリに帰着したが、意外にもエドゥアール・シャヴァンヌら極東学院の同僚たちから、公金を浪費して偽造文書を持ち帰ったと激しい非難を浴びた。彼らは既にスタインが敦煌文書を持ち去った後には何も残されていなかったと考えていたからである。しかし1912年にスタインが探検旅行記を出版し、敦煌にはまだ大量の文書が残されていたと公表したため、ペリオの疑惑は晴れた。
その後、『敦煌千仏洞』など多くの研究書を発表して東洋学に大きな影響を与え、第一次世界大戦中はフランス武官として北京に滞在し、1945年にパリでガンのため死去した。「ペリオがいなければ、中国学は孤児のままだっただろう」とさえ、評価されている。パリのギメ美術館にはペリオにちなんだギャラリーがあり、彼が招来した文書の多くはフランス国立図書館に保存されている。

## 日本語文献
- 『西域美術　ギメ美術館　ペリオ・コレクション』　　
ジャック・ジエス編、講談社（全2巻）、1994-95年
- 『東洋学の系譜　欧米篇』、高田時雄編、大修館書店、1996年。「ペリオ」紹介の章がある。
- 菊地章太『義和団事件風雲録　ペリオの見た北京』大修館書店〈あじあブックス〉、2011年
若き日のペリオの日誌による「北京の五十五日」